# شهباز نیرومند
'شهباز نیرومند (نام علمی: Accipiter efficax') که به آن شهباز کالدونیای جدید نیز گفته می‌شود، گونه‌ای منقرض‌شده از پرندگان شکاری از خانواده بازان است. این گونه بوم‌زاد جزیره کالدونیای جدید در ملانزی در منطقه جنوب غربی اقیانوس آرام بود. این گونه بر پایهٔ استخوان‌های زیرفسیلی یافت‌شده در پایگاه دیرینه‌شناسی غارهای پیندای در ساحل غربی گراند تره توصیف شده‌است. لقب خاص لاتین efficax به معنای «نیرومند» است.